# Шкляревський Георгій Якович
Георгій Якович Шкляревський (6 грудня 1937, Вінниця — 14 червня 2024) — радянський і український режисер-документаліст, педагог. Заслужений діяч мистецтв України (2002).

## Біографічні відомості
Народився 6 грудня 1937 у Вінниці в родині службовця.
Закінчив Львівський державний медичний інститут (1960) і Київський державний інститут театрального мистецтва ім. І. Карпенка-Карого (1967). Працював у Львівському медінституті.
З 1967 р. — режисер «Укркінохроніки». З 1998 р. викладав у Національному університеті культури і мистецтв.
Член Національної спілки кінематографістів України.
Помер на 87-му році життя 14 червня 2024 року. Похований на Байковому кладовищі.

## Фільмографія
Як режисер брав участь у створенні сюжетів для програми «Телеманія» на каналі «1+1» та програми «Ноєв ковчег».
Створив стрічки:
- «Мода, смаки, час» (1968, у співавт.),
- «Основні напрямки в механізації сільського господарства» (1969, авт. тексту),
- «Бригадир Андрій Семенюк» (1970),
- «Довгожителі в СРСР» (1971),
- «Обличчям до вогню» (1971, диплом Всесоюзного кінофестивалю, 1971, Горький),
- «Альма-матір» (1971),
- «Молодь України» (1972),
- «Людина і море» (1973),
- «Товариш Артем» (1974),
- «Ми були тоді молоді» (1974, співавт. сцен.),
- «Такий характер» (1975),
- «Франція: дороги побратимства» (1976),
- «Ефект творчості» (1977),
- «Слово про хліб» (1978, Диплом і Перша премія VI Всесоюзного кінофестивалю сільськогосподарських фільмів у Новосибірську, 1978; Диплом XII Всесоюзного кінофестивалю в Ашхабаді, 1979),
- «Фестиваль дружби» (1980),
- «Тобі заповідаю» (1981),
- «На порозі» (1982),
- «Я йшов на вірну смерть» (1989),
- «Поки ще живемо»,
- «Мі-кро-фон!» (1988, співавт. сцен.; Приз ФІПРЕССІ в Оберхаузені, 1989; Головний приз у Фрайбурзі, 1990; Диплом кінофестивалю, Швеція),
- «Тінь саркофагу» (1989, Приз німецьких профспілок в Оберхаузені, 1990),
- «Таємничий діагноз» (1990),
- «Щаблі демократії» (1992),
- «Зона тривоги нашої»,
- «Чорнобиль — роки і долі» (1996, авт. сцен.),
- «Зона — десять років відчуження» (1996, Головний приз Міжнародного кінофестивалю «Оксамитовий сезон») та ін.